# Irina Anatoljewna Flige

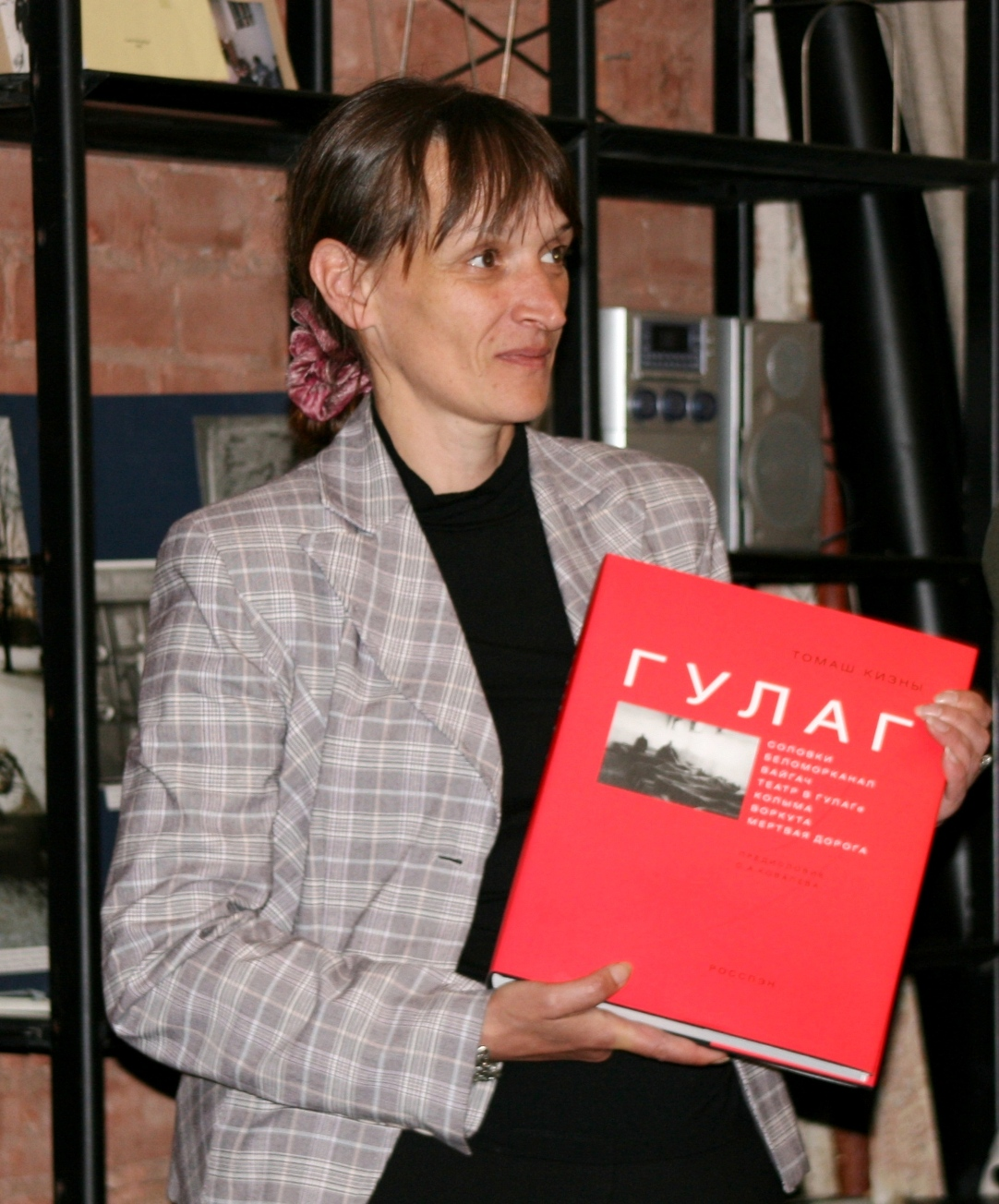
Irina Anatoljewna Flige (2008)

Irina Anatoljewna Flige, geboren Fjodorowa, (russisch Ирина Анатольевна Флиге, урожд. Фёдорова; * 25. Januar 1960 in Leningrad) ist eine sowjetische bzw. russische Menschenrechtsaktivistin.

## Leben
Von 1976 bis 1979 gehörte Flige einer marxistischen Jugendgruppe an. Nach dem Schulabschluss 1977 begann sie das Studium an der Universität Leningrad (LGU) in der Mathematik-Mechanik-Fakultät.  Sie lernte 1978 den Dissidenten Weniamin Iofe kennen und heiratete den Dissidenten Andrei Resnikow. Sie verließ nun die LGU und schrieb sich im Leningrader Schiffbau-Institut ein, ohne dort zu studieren.
Als Flige 1981 ihr zweites Kind erwartete, kehrte sie an die LGU zurück und  setzte ihr Studium in der Geographie-Fakultät fort mit Abschluss 1988. Sie hatte sich zweimal beurlauben lassen müssen, als sie ihr viertes und fünftes Kind bekam. In dieser Zeit waren ihr Mann und viele ihrer Verwandten und Bekannten Opfer staatlicher Repressionen, so auch ihre Freundin Irina Zurkowa mit ihrem Mann, Arkadi Samsonowitsch Zurkow, Waleri Ronkin, Sergei Dmitrijewitsch Chachajew und Alexander Skobow.

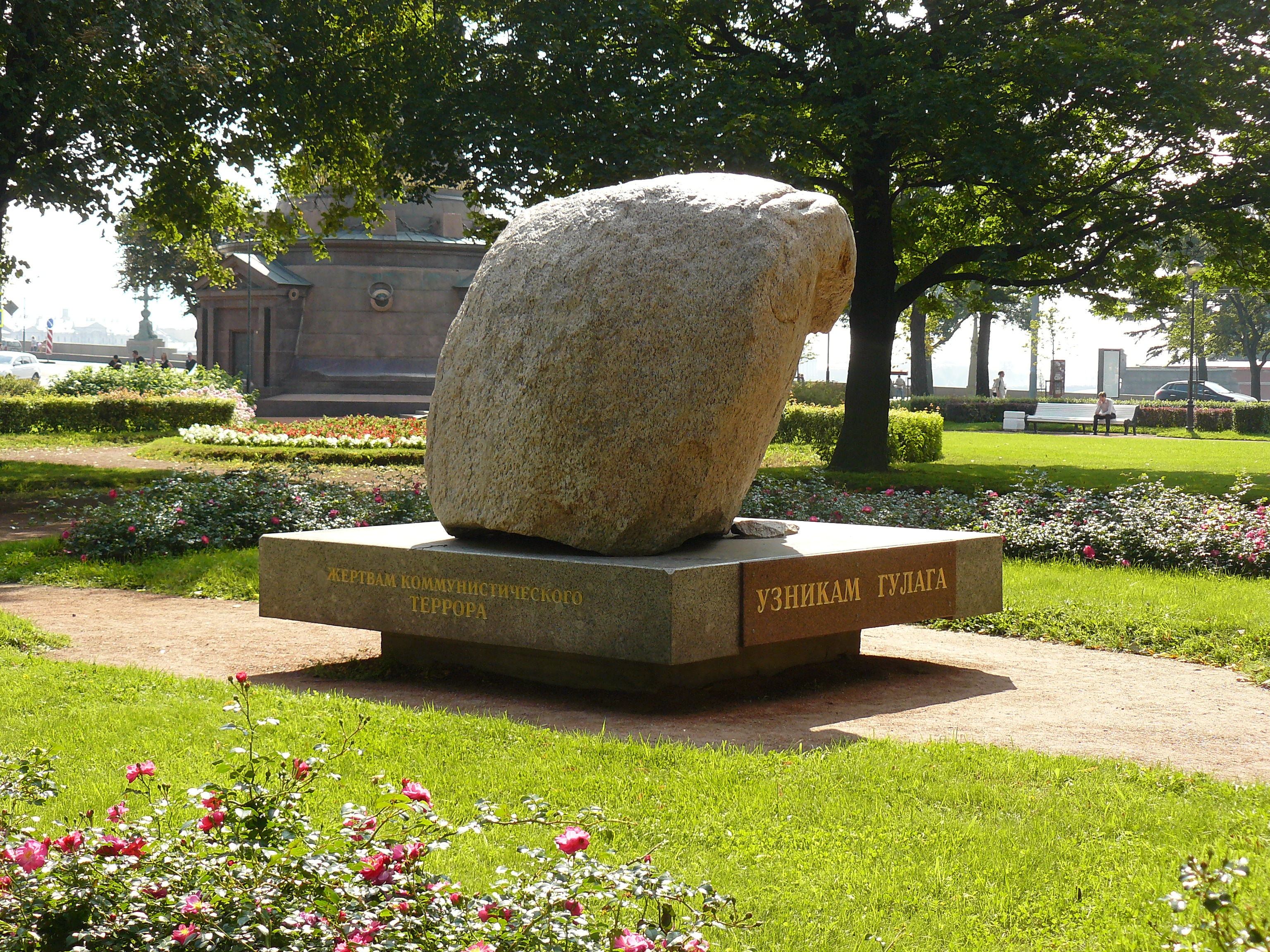
Solowezki-Denkmal, Troizkaja Ploschtschad, St. Petersburg

Seit der Mitte der 1980er Jahre bemühten sich Flige und Weniamin Iofe, die Grabstätten der am Ende des Großen Terrors 1937 erschossenen Häftlinge des Sonderlagers Solowezki aufzufinden. Ab 1988 gehörte sie zur noch nicht registrierten Menschenrechtsorganisation Memorial und wurde 1991 deren Mitarbeiterin. Mit ihren vielfältigen historischen Untersuchungen erforschte sie die verschiedenen Aspekte des Lebens der Häftlinge im Sonderlager Solowezki. Sie wurde 1998 zum Mitglied der St. Petersburger Geschäftsleitung der Memorial gewählt und ist seit 2002 die dortige Direktorin. Im selben Jahr initiierte sie die Aufstellung des Solowezki-Denkmals in St. Petersburg.
Zusammen mit Juri Dmitrijew hatten Flige und Iofe 1997 den Ort der Hinrichtungsstätte Sandarmoch des Großen Terrors entdeckt. Fliges Buch über Sandarmoch wurde 2019 veröffentlicht. Im selben Jahr wurde sie aus der Präsidentenarbeitsgruppe zur Bewahrung des Gedenkens an die Opfer der politischen Repressionen ausgeschlossen.

## Ehrungen, Preise
- Offizierskreuz des Verdienstordens der Republik Polen (2009)[7]